# Clan of Xymox
Clan of Xymox  — нідерландський готик-рок гурт, заснований 1983 року студентами з міста Неймеген. Разом зі шефілдським гуртом The Danse Society вважається одним із піонерів стилю дарквейв.

## Історія

### Формування
У 1982 році два студенти-меломани Ронні Моорінгс (Ronny Moorings) та Анка Волберт (Anka Wolbert) створили гурт Xymox. «Xymox» — це було тогочасне прізвисько Моорінгса. Вони проводили репетиції та інколи давали концерти. Музика гурту була своєрідним відбиттям тодішніх музичних вподобань учасників гурту: Joy Division, The Danse Society (значно пізніше в інтерв'ю Моорінгс пригадував, як він ходив на їх концерти), Dead Can Dance, Bauhaus, Cocteau Twins тощо.

### Clan of Xymox (1983—1986)
1983 року до них приєднався новий учасник — Пітер Ноотен (Pieter Nooten). Вже як тріо вони самостійно, тиражем 500 копій — на 12-дюймових платівках, видали міні-альбом Subsequent Pleasures. У тому ж році Xymox виступали на розігріві у Dead Can Dance, які посприяли підписанню контракту з 4AD — своїм лейблом. Трохи згодом, вже маючи контракт із відомою у певних колах фірмою звукозапису, гурт змінює назву на  Clan of Xymox та видає свій дебютний повноформатний однойменний альбом. У молодому гурті тоді існувало правило — хто автор пісні, той її й виконує — тому на альбомі є пісні, заспівані як Моорінгсом, так і Волберт із Ноотеном.
До колективу приходять нові музиканти; вони починають гастролювати, знімати кліпи, з'являтись в андерграундній пресі, через що стають доволі відомими серед покоління готів 80-х.
У 1986-му світ побачив новий альбом Medusa, визнаний критиками як їх найкращий альбом, та один з «найкласичніших» у стилі дарквейв. На цьому записі також є пісні авторства і виконання всіх трьох засновників колективу.
На початку 1987 вийшов останній реліз під назвою  Clan of Xymox  — сингл Muscoviet Musquito. На цю пісню був знятий кліп, який потрапив до відео-компіляції 4AD Lonely Is An Eyesore; також композиція присутня на перевиданні дебютника 1999-го року.

### Xymox (1987—1996)
У 1987 контракт з 4AD скінчився. Моорінгс хотів спробувати почати грати більш мейнстрімну музику, через що мав суперечки з Ноотеном. Врешті решт Пітер залишив гурт. Волберт та Моорінгс вирішили знову змінити назву на Xymox. У тому ж році вони видали свій останній реліз на 4AD — EP Blind Hearts. Це була більш «легка», комерційна пісня, яка швидко потрапила на радіо-станції, особливо на студентське радіо у США. Вони виїхали на клубні гастролі до Америки, і виступали переважно у таких знакових клубах, як «The Ritz» у Нью-Йорку, «Metro» у Чикаго та «The Roxy» у Лос-Анджелесі. Ними почали цікавитись мейджор-лейблі. Найуспішнішим у переговорах став «The Wing Records» підрозділ Polydor.
Під керівництвом продюсера Грега Волша (Greg Walsh) був записаний та виданий у 1989 році альбом Twist of Shadows. Альбом став найуспішнішим записом проекту — протягом року у США, було продано понад 300.000 копій. З нього вийшло три сингла (серед них — нова версія Blind Hearts). Успіх був закріплений успішним гастрольним туром по Європі та Америці.
Наприкінці 1990 до гурту повернувся Ноотен. За час своєї відсутності, він встиг записати сольний альбом, який видав 4AD. Він узяв участь у запису наступного альбому Phoenix of My Heart, який з'явився через рік. Новий запис не повторив успіх попередника, хоча гурт успішно гастролював (особливо по США). Через незадовільні продажі запису, «The Wing Records» розірвав контракт. Ноотен знову залишив колектив, тепер вже разом із Вольберт, вони повернулись до Амстердама.
Моорінгс, який залишався жити у Лондоні, реформував гурт. У ньому з'явилась нова учасниця Mojca Zugna (читається як «Мойца»), яка грала на басу, клавішних та працювала над оформленням релізів.
У 1992 вийшов альбом Metamorphosis а через рік — Headclouds. Стиль цих записів можна охарактеризувати як техно-рок. Колектив, на якийсь час зник з поля зору музичної преси. Зрештою Ронні вирішує повернутись до дому — до Амстердама.

### Clan of Xymox (1997-сьогодні)
У Амстердамі він доволі часто відвідував готік-вечірки. Також приблизно у той час він пише музику до комп'ютерних ігор «Total Mayhem» та «Revenant». Наприкінці 1996 року разом з David M. Allen — відомим британським продюсером та інженером (що працював з The Cure, The Sisters Of Mercy, Human League та ін.), він став записувати нові пісні. На початку 1997 вийшов сингл Out Of The Rain з трьома новими піснями, вже під назвою Clan of Xymox. Був дан невеличкий клубний тур. До концертного складу Clan of Xymom крім Mojca приєднався ударник Руі Рамош (Rui Ramos) та клавішниця Ніна Шимич (Nina Simic). Навесні вийшов альбом Hidden Faces, дуже позитивно сприйнятий критиками та меломанами. Гурт почав активно гастролювати по Західній Європі, виступаючи як у клубах, так і на крупних фестивалях, на кшталт Wave-Gotik-Treffen, Eurorock та Zillo Fest. У 1998 році він відвідав Перу, Аргентину, Бразилію та Мексику.
У 1999 було готова нова платівка, яка отримала назву Creatures. Інженером цього запису став Адріан Хейтс. Такі пісні з неї, як Jasmine and Rose, Consolation (яка вийшла окремим синглом) та All I Have стали дуже популярними і навіть потрапили на мейнстрімні радіо-станції. Гурт відправляється у тривалі клубні гастролі у Європі, Америці та Австралії. За мотивами цих виступів у 2000 році виходить дводисковий концертний альбом Live (цікаво відмітити, що колектив практично не виконує пісні, написані у 1989—1994 роках). Завдяки двом успішним альбомам, та концертним турам — гурт стає одним з ключових європейських готік-колективів кінця 90-х. На новій хвилі популярності Clan of Xymox лейбл 4AD, разом з бонусами, перевидає перші два альбоми.
Згодом у Моорінгса з'явилась ідея амстердамського готік-фестивалю. Так був створений фестиваль GothAm, який проіснував чотири роки. На його сцені виступали такі колективи як «Diary of Dreams», «Deine Lakaien», «Das Ich», «Covenant», «The Crüxshadows», «BlutEngel», «Project Pitchfork», «VNV Nation», «The Frozen Autumn», «London After Midnight» та ін. У 2001 році паралельно з працею над новим альбомом, разом зі своїми колегами з інших гуртів, Ронні починає працювати над альбомом реміксів. Восени вийшов альбом Notes From The Underground, який підкреслив намагання Моорінгса експериментувати з танцювальною музикою. Тоді ж був перевиданий дебютник Subsequent Pleasures.
2002 рік став багатим на події. Світ нарешті побачила компіляція реміксів Remixes from Underground; після 5 років співпраці гурт залишив ударник Руі Рамош; також був виданий EP There's no Tomorrow. Перша композиція, зроблена у стилі dark-electro, була дуже популярна у готік-клубах. Через рік світ побачив альбом Farewell, який закріпив рух гурту у напрямку танцювальної електронної музики.
У 2004 видав збірку найкращих пісень The Best of. Задля неї були перезаписані деякі старі треки. У наступному році Моорінгс разом з Мойцею переїжджають з Амстердама до Лейпцига. Вони придбали великий будинок, в якому, крім них, також заселяються музиканти з інших гуртів. Фестиваль GothAm припиняє своє існування.
2006 рік ознаменувався появою нової платівки Breaking Point. Вперше майже за 20 річну історію колективу у їх піснях можна почути політичні теми. Гурт стає хедлайнером фестивалів M'era Luna, Castle Party, та WGT. На деяких фестивалях Моорінгс відігрує Dj-сет. Приблизно у той час розпочинається праця над DVD. Навесні наступного року з'явився новий макси-сингл Heroes — це кавер на однойменну пісню Девіда Боуі. Це був вже другий випадок, коли Моорінгс заспівав пісні Боуі. Тоді ж були перевиданні платівки Hidden Faces та Creatures. Як бонуси на них увійшли бі-сайди з синглів того часу.
На концертах 2008 року була представлена нова пісня Emily. У тому ж році був виданий DVD Visible, робота над яким велась два роки. Весною 2009-го, тиражем 999 копій, був виданий EP Emily. У Європі він вийшов на лейблі [Trisol]. Поза межами Європи він був доступним лише через сервіс iTUNES. 28 серпня 2009 вийшов новий альбом In Love We Trust. Запис став альбомом номера у провідному німецькому журналі про готичну субкультуру — Orcus.
Сьогодні Clan of Xymox є одним з успішніших та найвпливовіших колективів світової готік-культурі, з більш ніж 25-річною кар'єрою. Колектив регулярно гастролює по Західній та Східній Європі; Центральній, Північній та Південній Америці та Австралії.

## Поточний склад
- Ронні Моорінгс (Ronny Moorings) — слова, музика, вокал, гітара, клавішні, аранжування, програмування
- Мойца Зугна (Mojca Zugna) — бас-гітара, оформлення/дизайн релізів, фото, відео
- Маріо Усай (Mario Usai) — гітара (тільки на концертах)
- Івон де Рей (Yvonne de Ray) — клавіші (тільки на концертах)

## Дискографія

### Clan of Xymox

#### Альбоми
- Clan of Xymox (1985)
- Medusa (1986)
- Hidden Faces (1997)
- Creatures (1999)
- Notes From The Underground (2001)
- Farewell (2003)
- Breaking Point (2006)
- In Love We Trust (2009)

#### Сингли
- Subsequent Pleasures — (12" Mini Album) 1983 — no label • (CD Album, Ltd. Edition) 1994 — Pseudonym
- A Day — (12") 1985 — 4AD, Boudisque • (12") 1998 — Old Gold
- A Day/Stranger — (12") 1985 — Contempo Records
- Louise — (7") 1986 — Megadisc
- Muscoviet Musquito — (7", Single Sided, Promo) 1986 — Virgin France S.A.
- Out of the Rain — (CD Maxi) 1997 — Tess Records
- This World — (CD Maxi) 1998 — Tess Records
- Consolation — (CD Maxi) 1999 — Metropolis
- Liberty — (CD Maxi) — Metropolis, Pandaimonium Records
- The John Peel Sessions — (CD EP) 2001 — Strange Fruit • (CD EP) 2003 — Celebration (Spain)
- There's No Tomorrow — (CD Maxi) 2002 — Pandaimonium Records
- Weak In My Knees — (CD Maxi, Enhanced) 2006 — Pandaimonium Records
- Heroes — 2007 — Pandaimonium Records
- Emily — (CD Maxi) 2009 — Trisol Music Group GmbH

#### Інше
- Live (2000) — концертний альбом
- Remixes from Underground (2002) — збірка реміксів
- The Best of (2004)
- Visible (2008) — DVD

### Xymox

#### Альбоми
- Subsequent Pleasures (1984) (міні-альбом)
- Twist of Shadows (1989)
- Phoenix of My Heart (1991)
- Metamorphosis (1992)
- Headclouds (1993)